# Bazine
Bazine una ciudad ubicada en el condado de Ness en el estado estadounidense de Kansas. En el año 2010 tenía una población de 334 habitantes y una densidad poblacional de 303,64 personas por km².

## Geografía
Bazine se encuentra ubicada en las coordenadas 38°26′46″N 99°41′33″O / 38.44611, -99.69250 (38.445977, -99.692549).

## Demografía
Según la Oficina del Censo en 2000 los ingresos medios por hogar en la localidad eran de $30,833 y los ingresos medios por familia eran $37,500. Los hombres tenían unos ingresos medios de $26,250 frente a los $24,375 para las mujeres. La renta per cápita para la localidad era de $17,749. Alrededor del 4.4% de la población estaban por debajo del umbral de pobreza.